# 飛行第3戦隊 (日本軍)
飛行第3戦隊（ひこうだいさんせんたい、飛行第三戰隊）は、大日本帝国陸軍の飛行戦隊の1つ。通称号は威一八九六七部隊、軍隊符号は3F。
太平洋戦争後期には、艦船攻撃用の新戦術である跳飛爆撃を本格的に導入した部隊の一つとなった。フィリピンの戦いにおいて、1944年（昭和19年）10月24日、九九式双発軽爆撃機22機による日本陸軍では最大規模の跳飛爆撃を試みたが、敵戦闘機に迎撃されて目標到達前に壊滅した。

## 概要
- 飛行分科:軽爆、偵察、襲撃
- 編成時期:1938年（昭和13年）8月31日
- 編成地:八日市（滋賀県）
- 使用機種:九八式軽爆撃機、九九式双発軽爆撃機、一〇〇式司令部偵察機「新司偵」、キ102
- 終戦時の所在地:能代（秋田県）

## 歴代飛行第3連隊長
| 代 | 氏名       | 在任期間            | 備考 |
| -- | ---------- | ------------------- | ---- |
| 1  | 林正木     | 1925.5.1 -          | 中佐 |
| 2  | 斎藤堂々男 | 1927.7.26 -         |      |
| 3  | 鐸木彦象   | 1930.7.3 - 1932.8.8 |      |
| 4  | 佐藤進     | 1932.8.8 -          |      |
| 5  | 井下忠助   | 1934.8.1 -          |      |
| 6  | 東栄治     | 1936.8.1 -          |      |
| 7  |            | 1937.8.2 -          |      |

## 歴代飛行第3戦隊長
| 代 | 氏名     | 在任期間              | 備考           |
| -- | -------- | --------------------- | -------------- |
|    |          | 1938.8.31 -           |                |
|    | 志方光之 | 1940.8.1 -            | 大佐           |
|    | 鈴木京   | 1942.10.15 -          |                |
|    | 木村修一 | 1943.8.2 - 1944.10.24 | 戦死、大佐特進 |
|    | 鈴木武男 | 1944.11.18 -          | 少佐           |
|    | 並木好文 | 1944.12. -            | 少佐           |